# Trigonopsis rufiventris
Trigonopsis rufiventris är en biart som först beskrevs av Johann Christian Fabricius 1804.
Trigonopsis rufiventris ingår i släktet Trigonopsis och familjen grävsteklar. Inga underarter finns listade i Catalogue of Life.